# Catherine Constantinides
Catherine Constantinides là một nhà môi trường, doanh nhân, nhà hoạt động xã hội và nữ doanh nhân người Nam Phi gốc Hy Lạp.

## Sự nghiệp
Constantinides thành lập doanh nghiệp đầu tiên của mình, SA Fusion, một doanh nghiệp xã hội, khi cô 16 tuổi. Cô đại diện cho quốc gia châu Phi này tại cuộc thi Hoa hậu Trái Đất 2003. Cô hiện đang làm giám đốc quốc gia của Tổ chức Hoa hậu Trái Đất Nam Phi.
Constantinides là người đồng sáng lập Thế hệ Trái đất, một tổ chức môi trường do giới trẻ lãnh đạo.
Trong năm 2013, Constantinides là người trẻ nhất trong nhóm 20 người châu Phi mới nổi được bầu làm Ủy viên Tổng lãnh đạo Tutu.
Constantinides đã viết bài cho Huffington Post về chính trị biến đổi khí hậu và tình hình ở Tây Sahara. Cô là một nhà phê bình thẳng thắn về hành động của chính phủ Ma-rốc ở Tây Sahara, mô tả lãnh thổ này là "thuộc địa cuối cùng còn lại ở châu Phi". Cô đã nói về Tây Sahara như là một "quốc gia châu Phi lưu vong, một nguyên nhân và mọi người bị lãng quên".
Vào tháng 5 năm 2016 Constantinides đã được chọn là một trong những Nghiên cứu sinh Mandela Washington trong khuôn khổ Sáng kiến Lãnh đạo trẻ Châu Phi; một sáng kiến của Bộ Ngoại giao Hoa Kỳ.

## Giải thưởng và công nhận
Constantinides đã nhận được giải thưởng Nữ doanh nhân trẻ Nam Phi vì trao quyền cho phụ nữ năm 2012. Cô cũng đã được vinh danh với giải thưởng Doanh nhân trẻ Nam Phi tại Giải thưởng kinh doanh hàng đầu Nam Phi.
Năm 2015 Constantinides đã được đưa vào dự án 21 Biểu tượng, một dự án tôn vinh "thành tựu của con người thông qua nhiếp ảnh, phim ảnh và các câu chuyện kể".
Mail & Guardian liệt kê Constantinides là một trong 200 thanh niên Nam Phi năm 2014.
Constantinides đã được công nhận với Giải thưởng Ngoại giao Thanh niên Ubuntu năm 2016 tại một sự kiện do Bộ trưởng Bộ Quan hệ và Hợp tác Quốc tế, Maite Nkoana-Mashabane tổ chức. Nhận giải thưởng Constantinides tuyên bố "Tôi tự hào được khi thấy cờ của chúng ta tiếp tục tung bay và sẽ tiếp tục làm đại sứ cho đất nước chúng tôi và những nguyên nhân gần gũi với tôi, khi chúng tôi xây dựng Nam Phi và Châu Phi theo cách chúng tôi tin là có thể".